# Sarcotheca
Sarcotheca, rod drvenastih biljaka iz porodice ceceljevki s 12 vrsta rasprostranjenih po zapadnoj Maleziji i Celebesu.
Rod je opisan u Mus. Bot. 1(16): 241. 1851.

## Vrste
1. Sarcotheca celebica Veldkamp
2. Sarcotheca diversifolia (Miq.) Hallier f.
3. Sarcotheca ferruginea Merr.
4. Sarcotheca glauca (Hook.f.) Hallier f.
5. Sarcotheca glomerula (King) Veldkamp
6. Sarcotheca griffithii (Planch. ex Hook.f.) Hallier f.
7. Sarcotheca laxa (Ridl.) Knuth
8. Sarcotheca lunduensis Veldkamp
9. Sarcotheca macrophylla Blume
10. Sarcotheca monophylla (Planch. ex Hook.f.) Hallier f.
11. Sarcotheca ochracea Hallier f.
12. Sarcotheca rubrinervis Hallier f.

## Sinonimi
- Connaropsis Planch. ex Hook.f.; Trans. Linn. Soc. 23: 166 (1860)